# Bisdom Tulsa
Het bisdom Tulsa (Latijn: Dioecesis Tulsensis) is een rooms-katholiek bisdom met als zetel Tulsa, in de Amerikaanse staat Oklahoma. Het bisdom is suffragaan aan het aartsbisdom Oklahoma City. 

## Geschiedenis
Het bisdom werd opgericht op 13 december 1972, als afsplitsing van het bisdom Oklahoma City and Tulsa, en werd suffragaan aan het nieuw verheven aartsbisdom Oklahoma City. 

## Parochies
Het bisdom had in 2022 een oppervlakte van 68.394 km2 en telde 1.732.611 inwoners waarvan 3,5% rooms-katholiek was.

## Bisschoppen
- Bernard James Ganter (13 december 1972 - 18 oktober 1977)
- Eusebius Joseph Beltran (17 februari 1978 - 24 november 1992)
- Edward James Slattery (11 november 1993 - 13 mei 2016)
- David Austin Konderla (13 mei 2016 - heden)

## Galerij van afbeeldingen

Wapen van het bisdom
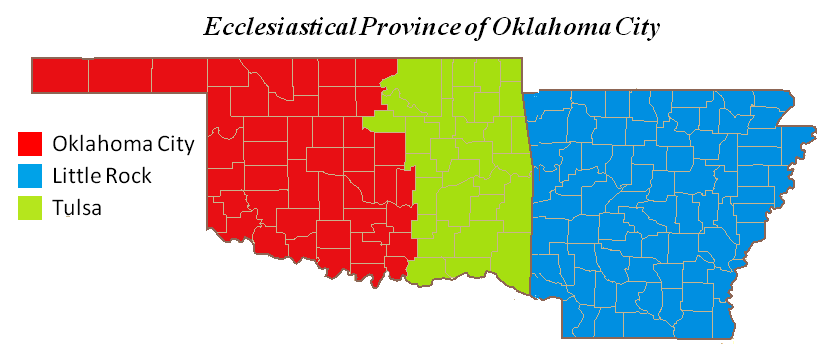
Kerkprovincie met aartsbisdom en suffragane bisdommen
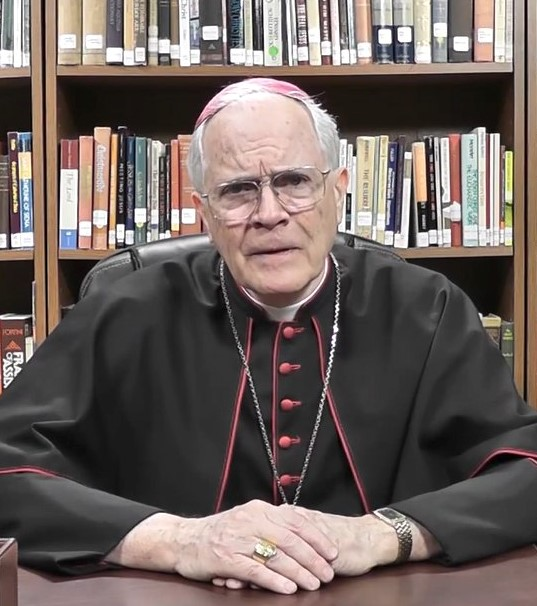
Bisschop Edward James Slattery (1993-2016)

Oklahoma City (aartsbisdom) · Little Rock · Tulsa